# سنارمونتیت
سنارمونتیت  (به انگلیسی: Senarmontite) با فرمول شیمیایی Sb2O3 از مجموعه کانی هاست و از نام کانی‌شناس فرانسوی H.de Senarmont گرفته شده‌است. Sb:۸۳٫۵۴٪ O:۱۶٫۴۶٪ برای اولین بار در چک اسلواکی کشف شد و از نظر شکل بلور: اکتائدر، رنگ: سفید - خاکستری سفید، شفافیت: شفاف - نیمه شفاف، شکستگی: صدفی - نامنظم، جلا: الماسی - ابریشمی - چرب، رخ: ناکامل - مطابق با، سیستم تبلور: مکعبی و در رده‌بندی اکسید است و منشأ تشکیل آن ثانوی است.
همایند کانی‌شناسی (پارانژ) آن فلوئوریت- کرمزیت(قرمزیت)- استیبین- والنتینیت- سروانتیت است.
، از نظر ژیزمان بلوری - آگرگاتهای دانه‌ای یا توده‌ای تقریباً کمیاب است و بیشتر در الجزیره، چک اسلواکی، کانادا، آلمان، رومانی و ایتالیا یافت می‌شود.